# Emperador de China
El emperador (chino: 皇帝, pinyin: huángdì) de China fue el jefe de gobierno y el jefe de Estado de China desde su unificación por la dinastía Qin en el año 221 a. C. hasta la caída de la dinastía Qing en el año 1911 como resultado de la Revolución de Xinhai. Los jefes de gobierno anteriores eran denominados wang (王 [wáng], «rey»). Antes del primer emperador, Qin Shi Huang —cuyo nombre real significa literalmente «Primer Emperador»— los caracteres huang («soberano» o «augusto») y di («dios celestial», traducido como «emperador») se usaron separada y nunca consecutivamente para referirse a los Tres augustos y cinco emperadores de la mitología china. Después de la dinastía Han, huangdi se abrevió como huang o di, perdiendo cada uno de los caracteres por separado el significado que tenían antes de la dinastía Qin.

## Puesto y poder
A partir de la dinastía Qin, al emperador se le otorgó formalmente el título de Hijo del Cielo (Tiānzǐ) y, como heredero y representante de éste en la tierra, tenía poder absoluto sobre todos los asuntos, sin importar la magnitud de estos. La palabra del emperador y sus directivas estaban consideradas como Decretos Sagrados (shèng zhǐ). En teoría, las órdenes del emperador se seguían con obediencia absoluta e inmediata. Era visto como un ser superior a la gente común, a los nobles y a los demás miembros de la familia real. Toda conversación dirigida al emperador debía ser en tono formal y sus interlocutores, incluidos sus familiares más cercanos, debían postrarse ante él.
En la práctica, su poder varió de un emperador a otro y de una dinastía a otra. Muchos emperadores reinaron como monarcas absolutos de manera tiránica, como por ejemplo Qin Shi Huang. Sin embargo, bajo el reinado de otros, la emperatriz, los oficiales de la corte, los eunucos y la nobleza llegaron a tener más poder que el mismo emperador, como ocurrió por ejemplo durante los reinados de Wanli, de la dinastía Ming y de Guangxu, de la dinastía Qing).

## Herencia y sucesión
El título de emperador se transmitía de padre a hijo. Por convención, durante la mayoría de las dinastías han, el "primogénito de la emperatriz" (嫡长子, 嫡長子, Di chánghzi) estaba destinado a heredar el trono del emperador. Si la emperatriz no tenía descendencia podía adoptar un niño que sería el heredero (en realidad todos los hijos del emperador eran considerados hijos de la emperatriz sin importar quien era la madre biológica).
En algunas dinastías se disputó el derecho de sucesión y, como el emperador normalmente tenía una gran cantidad de hijos, con frecuencia hubo guerras entre los descendientes del emperador fallecido. Para evitar estos conflictos, el emperador podía designar un príncipe heredero (太子, Tàizy) antes de su muerte. Este título no consiguió resolver siempre los conflictos en el seno de las familias reales, ya que la envidia y la falta de confianza llevaban con frecuencia a los aspirantes al trono a planear el asesinato de sus hermanos o del propio emperador, por lo que la sucesión pacífica no estaba garantizada. Algunos emperadores, como por ejemplo Kangxi, abolieron el título de príncipe heredero y lo sustituyeron por el sistema de escribir el nombre del heredero dentro de una caja, la cual permanecía cerrada hasta su muerte.
A diferencia del emperador de Japón, la filosofía política de los chinos en el Mandato del Cielo permitía cambiar de dinastía y el emperador podía ser suplantado por un líder rebelde. Un buen ejemplo de esto fue el primer emperador de la dinastía Ming, Zhu Yuanzhang, de la era Hongwu, y Hong Xiuquan, líder de la Rebelión de Taiping, quien mandó con el título de Rey Celestial. Como el emperador normalmente tenía muchos hijos varones, no era común que una mujer ascendiera al trono. Solo la emperatriz Wu de la dinastía Tang llegó a ser soberana reinante de forma legal. Muchas mujeres, sin embargo, ejercieron como regentes y líderes de facto, especialmente en el caso de las emperatrices viudas. Dos ejemplos de esto fueron la emperatriz Cixi, madre del emperador Tongzhi y madre adoptiva del emperador Guangxu, que gobernó China durante 47 años, de 1861 a 1908 y la emperatriz Lü de la dinastía Han.

## Títulos, nombres y formas de tratamiento
Dado el hecho que el emperador tenía la posición política más alta del Estado, todos sus súbditos debían mostrar el máximo respeto posible en su presencia, tanto en conversaciones como en otros aspectos. Se consideraba un delito que una persona se comparara con el emperador durante una conversación con él. Era tabú que una persona se refiriera al emperador usando su nombre; esto incluía a su propia madre, quien debía de usar las palabras Huangdi (emperador), o Er (hijo). Nunca se le podía hablar de forma personal y él mismo, frente a sus súbditos, utilizaba para referirse a su persona el título Zhen (朕, zhèn, "nos").
Cualquier persona que hablase con el emperador debía llamarlo Bixia (陛下, Bìxià, "Su Majestad Imperial"), Huang Shang (皇上, Huáng shàng, "Emperador de Arriba" o "Emperador Majestad"), Wan Sui (萬歲, 万岁, Wànsuì, "Larga Vida", literalmente "Diez mil años") o Sheng Shang (聖上, 圣上, "Ser Divino de Arriba" o "Su Santa Majestad"). Los súbditos del emperador normalmente se referían a él cómo Wan Sui Ye (萬歲爺, 万岁爷, "Abuelo de los diez mil años"). A diferencia de la forma en que los occidentales se refirieren a sus monarcas, usando el nombre de su reinado (por ejemplo Felipe II) o el nombre más el título (Reina Isabel), al emperador sus súbditos le llamaban con el título Huangdi Bixia (皇帝陛下, "Su majestad el Emperador") o Dangjin Huangshang (当今皇上, "Su Majestad Imperial Actual") cuando se referían a él en tercera persona.
El emperador reinaba con un nombre de era (年号, 年號, nián hào). Hasta la dinastía Ming podía cambiar este título varias veces durante su reinado. Durante las dinastías Ming y Qing los emperadores adoptaron un solo título para todo su reinado. En las primeras dinastías se les asignaba un nombre de templo (庙号, 廟號, miào hào) después de morir. A todos los emperadores se les otorgaba un nombre póstumo (谥号, 謚號, shì hào) que a veces se combinaba con el nombre de templo, como por ejemplo Emperador Shengzu Ren (圣祖仁皇帝), que es como se conoció al emperador Kangxi tras su muerte. El título de Daxing Huangdi (大行皇帝, dà xíng huángdì) se usaba para los emperadores que acababan de fallecer. El fallecimiento del emperador se denominaba Jiabeng (驾崩, 駕崩, jià bēng), que significa literalmente "colapsar".

## Familia
La familia del emperador, llamada Familia Imperial, estaba compuesta por el emperador como cabeza de familia y la emperatriz (皇后, Huánghòu) como consorte principal, líder del hougong y Madre de la Nación (国母, 国母, guó mǔ). Además, el emperador tenía otras consortes y concubinas (妃嫔, 妃嬪, fēipín) divididas según un sistema de rangos y que componían el hougong. Aunque el emperador tenía el cargo más alto del Estado según la ley, la emperatriz madre (皇太后) recibía según la tradición el máximo respeto en el palacio, dictaba la mayoría de decisiones familiares y a veces, especialmente cuando un emperador muy joven accedía al trono, se convertía en emperador de facto. 
Los hijos del emperador, los príncipes (皇子, Huáng zǐ) y princesas (公主, Gōngzhǔ), eran con frecuencia llamados según su orden de nacimiento (Primer Príncipe, Segunda Princesa). Los príncipes solían recibir títulos de nobleza al alcanzar la edad adulta. Los hermanos y tíos del emperador servían en la corte con el mismo estatus que cualquier otro oficial cortesano (臣子, chénzǐ). Cuando el emperador estaba en la corte siempre estaba por encima de cualquier otro miembro de la familia, independientemente de que este tuviera más edad o fuera de una generación anterior.